# Diachrysia disjuncta
Diachrysia disjuncta är en fjärilsart som beskrevs av Barend J. Lempke 1965. Diachrysia disjuncta ingår i släktet Diachrysia och familjen nattflyn. Inga underarter finns listade i Catalogue of Life.